# Atelorias anacanthus
Atelorias anacanthus är en sjöstjärneart som beskrevs av Fisher 1911. Atelorias anacanthus ingår i släktet Atelorias och familjen ledsjöstjärnor.
Artens utbredningsområde är Filippinerna. Inga underarter finns listade i Catalogue of Life.